# Park im. Adama Mickiewicza w Bytomiu
Park im. Adama Mickiewicza w Bytomiu (pierwotnie niem. Goethe Park) – park założony w 1. połowie XX wieku w Bytomiu na terenie dzielnic Rozbark i Łagiewniki, wpisany do gminnej ewidencji zabytków miasta Bytomia.

## Historia
Park powstał na przełomie lat 20. i 30. XX wieku na terenie historycznej dzielnicy Neubeuthen (Nowy Bytom), do jego utworzenia częściowo wykorzystano naturalny las i urozmaiconą rzeźbę terenu z dołami poeksploatacyjnymi. W sąsiedztwie parku powstało osiedle robotnicze (tzw. fińskie domki), nazwy ulic osiedla nawiązywały do postaci z utworów Johanna Wolfganga von Goethego: Egmont-Weg, Faust-Weg, Werther-Weg, Hermann-Weg, Dorotheen-Weg. W latach 60. XX wieku park poddano modernizacji ze środków Kopalni Węgla Kamiennego Rozbark, utworzono wówczas boiska, brodzik dla dzieci oraz tor saneczkowy – obiekty poza torem nie zachowały się. W 2010 roku park przeszedł rekultywację w ramach programu „Rekultywacja zdegradowanych zalewisk wodnych w Bytomiu”. Powstały wówczas sztuczne ruiny, drewniany mostek i tarasy widokowe, odnowiono alejki. Oględziny przeprowadzone przez Najwyższą Izbę Kontroli w 2017 roku wykazały liczne braki (brakowało m.in. 37 z 45 ławek oraz części balustrad) i dewastacje terenu objętego projektem. W 2018 roku park poddano rewitalizacji w ramach unijnego programu „Rewitalizacja Parku Mickiewicza”. Od strony ulicy Chorzowskiej nasadzono pas zieleni izolacyjnej w miejscu wyciętych topól. 
Park i jego kompozycja krajobrazowa zostały wpisane do gminnej ewidencji zabytków miasta Bytomia.

## Przyroda i architektura
Park ma charakter kompozycji modernistycznej, opartej na układach geometrycznych i symetrycznych osiowo, pierwotnie znajdował się w nim plac zabaw i tor saneczkowy. Park zajmuje powierzchnię 8,9 ha (jest to jeden z większych parków Bytomia), znajduje się głównie w dolinie Granicznego Potoku na terenie dzielnic Rozbark i Łagiewniki w sąsiedztwie ruchliwej ulicy Chorzowskiej. W centralnej części parku znajduje się duża trawiasta przestrzeń z pojedynczymi drzewami. Na jego obszarze znajduje się kilka stawów (być może są to glinianki), częściowo zarośniętych szuwarem trzcinowym, były one wykorzystywane jako kąpieliska do lat 60. XX wieku. Drzewostan obejmuje m.in. dąb szypułkowy, grab pospolity, kasztanowiec pospolity, lipa drobnolistna, klony, modrzew europejski, robinia akacjowa, topole, wierzby. Najczęściej występujące krzewy to: bez czarny, dzika róża, kalina hordowina, śnieguliczka biała. W parku zaobserwowano 13 gatunków ważek.
Infrastruktura dla odwiedzających obejmuje m.in. fontannę, kamienny krąg, trejaże, cztery tarasy widokowe („Energia”, „Przystań”, „Wzgórze”, „Zamczysko”) i drewniany mostek.

## Galeria

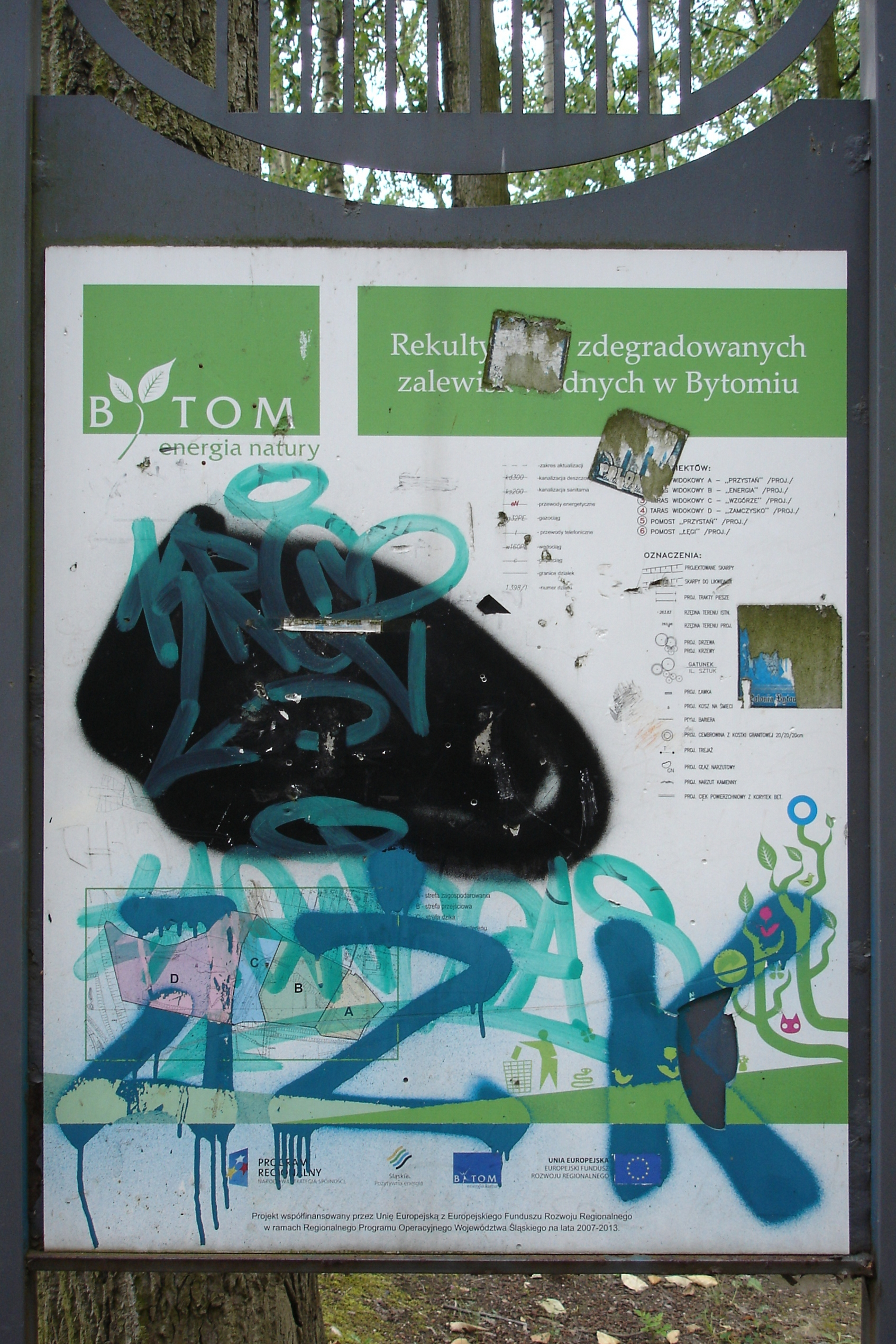
Tablica informacyjna (2017)
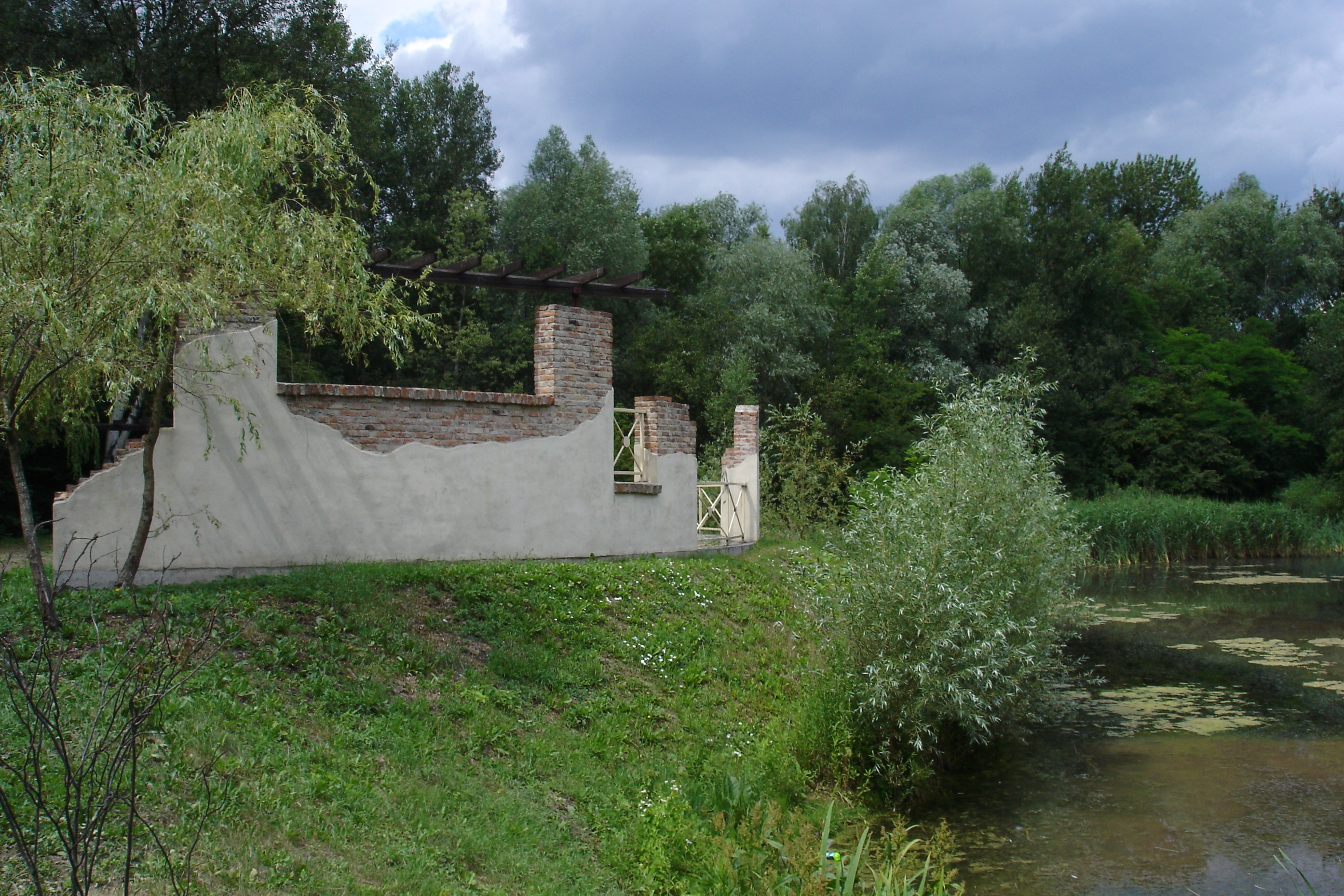
Mury-sztuczne ruiny tarasu widokowego „Zamczysko” (2017)
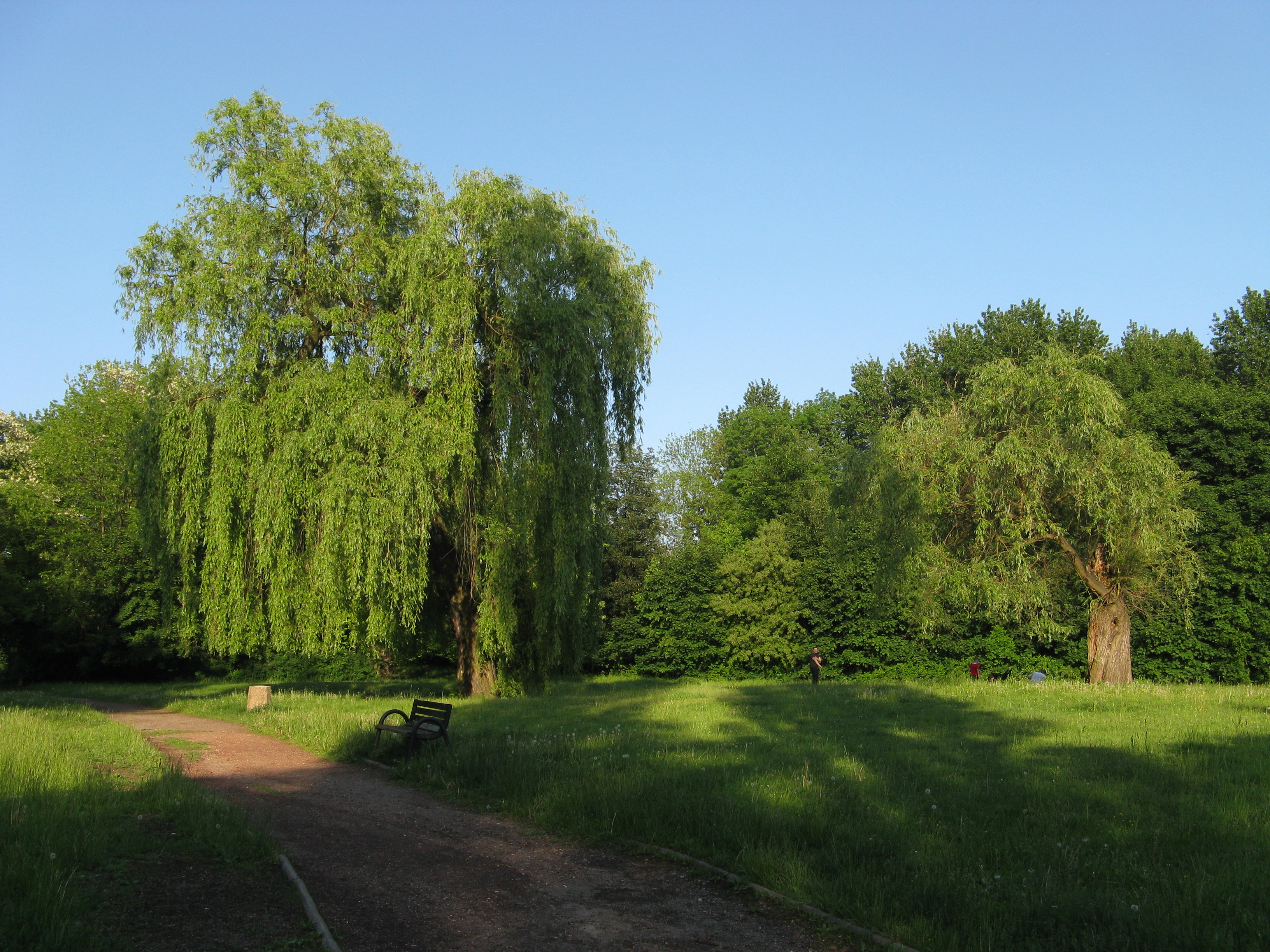
Wierzby, zieleń parkowa (2018)
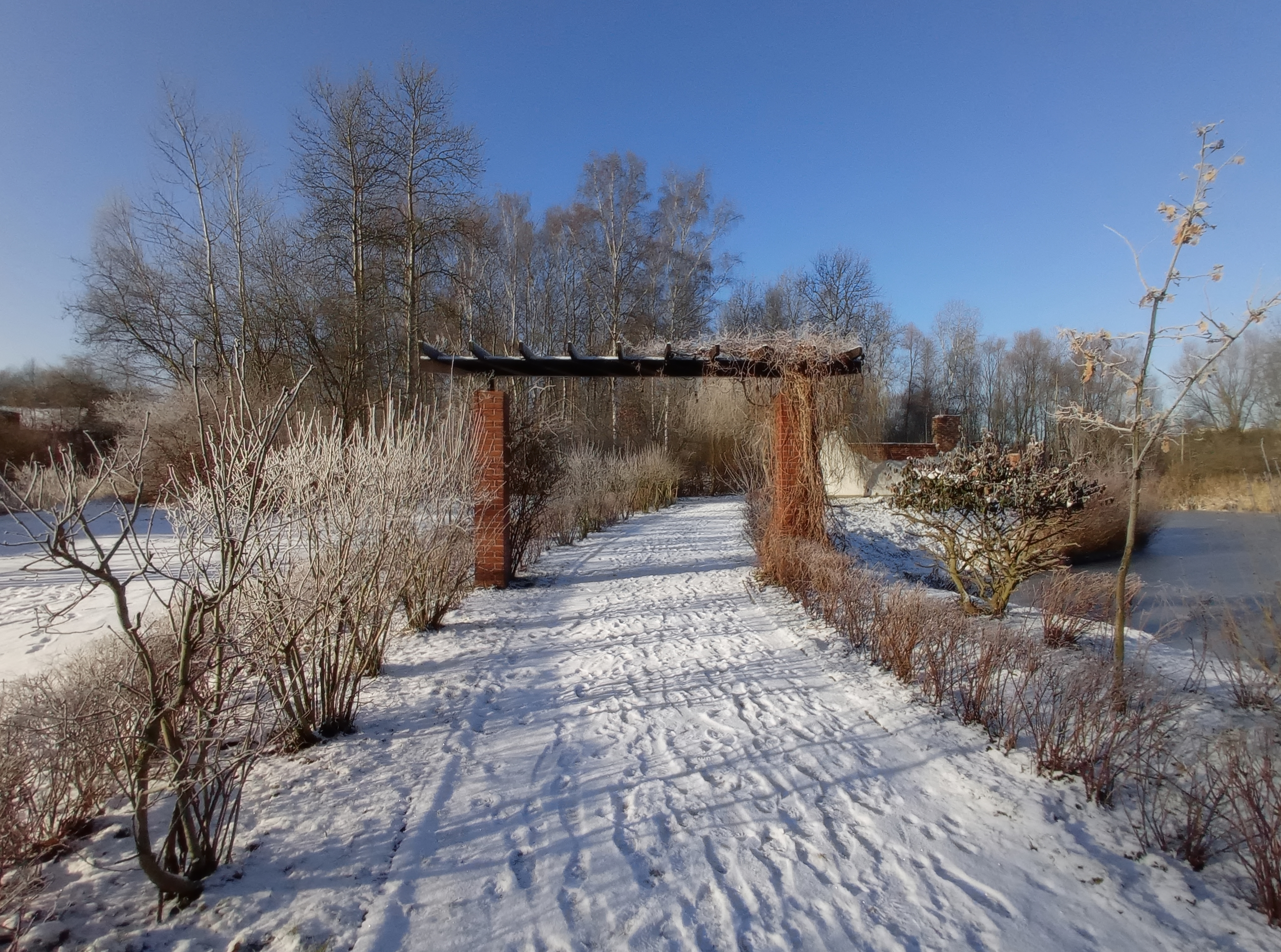
Park zimą (2021)
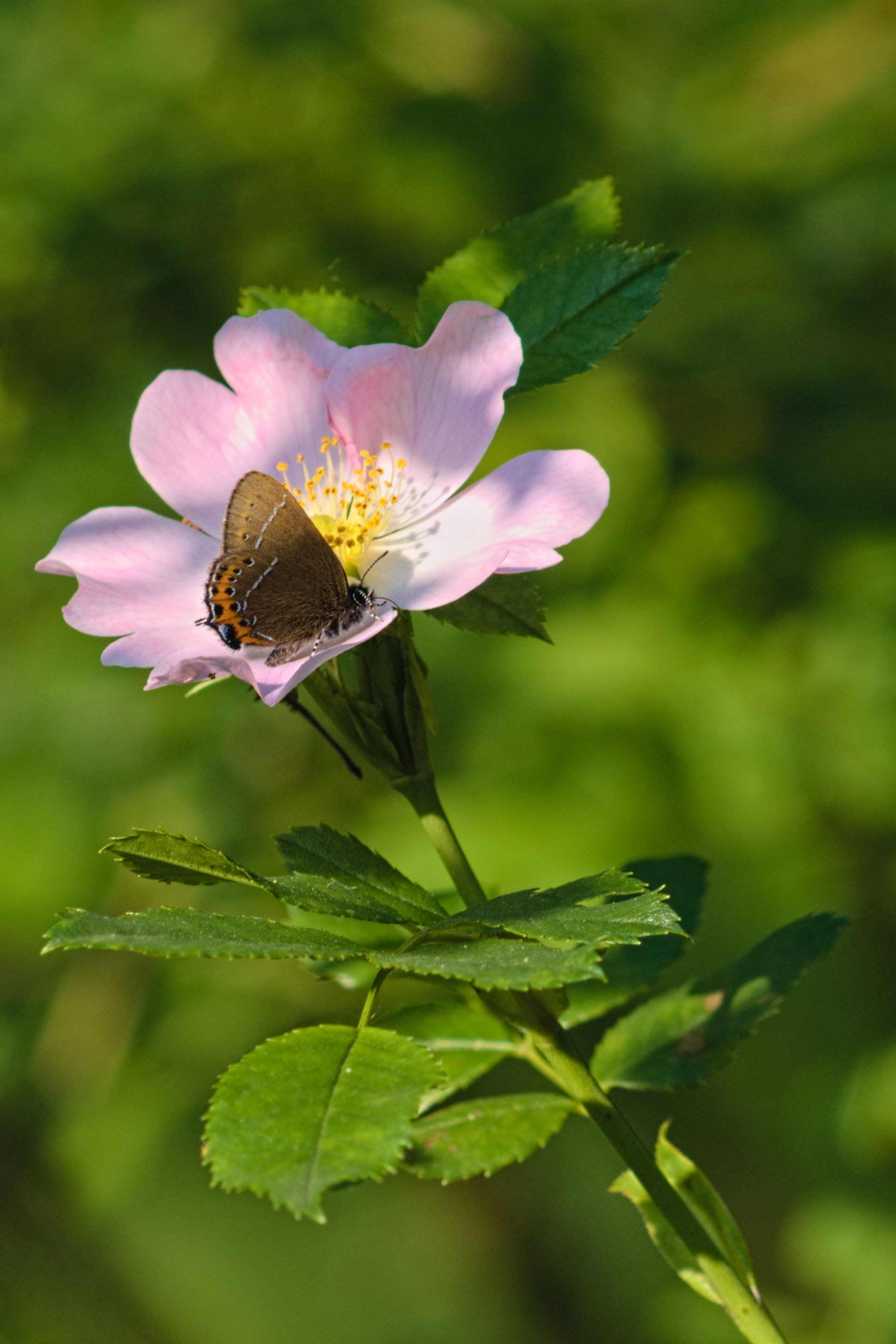
Ogończyk śliwowiec na róży (2020)